# Pablo Barrios (Reiter)

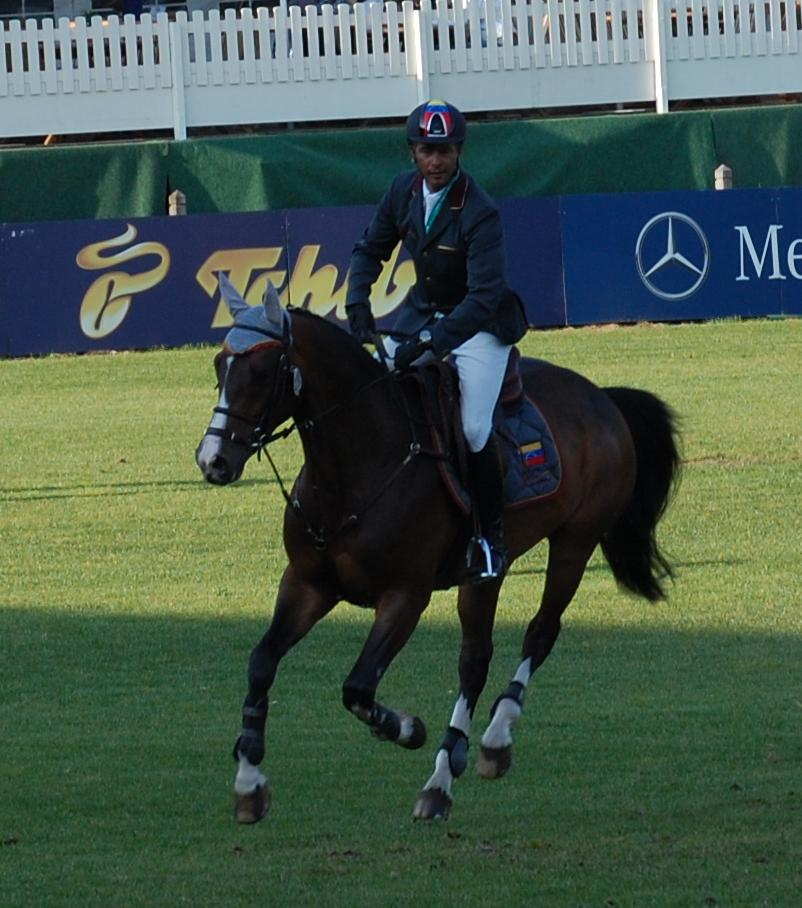
Pablo Barrios mit Con Air

Pablo Barrios (* 14. Juli 1964 in Caracas) ist ein venezolanischer Springreiter, der in West Palm Beach, Florida lebt.
Im August 2008 nahm er für Venezuela an den Olympischen Sommerspielen in Peking teil. Die Reitsportwettbewerbe fanden im Reitsportstadion in Hongkong oder im umliegenden Gelände statt.
Im April 2011 belegte er mit Sinatra beim Großen Preis von Leipzig Rang 7. Einen Monat später befindet er sich in der 124. Springreiter-Weltrangliste der FEI auf Rang 28.

## Pferd
- Quick Star 11, Besitzer: G&C Farm
- Quivola, Besitzer: Gustavo Mirabal
- Napoleon
- Lepanto
- Sun God
- Sinatra (* 1999), Dunkelbrauner KWPN-Hengst, Vater: Epilot, Muttervater: Libero, Besitzer: Pablo Barrios & Gustavo Mirabal